# Mateas Delić
Mateas Delić (Sanski Most, 17 giugno 1988) è un calciatore croato, attaccante del Koprivnica.